# 西神中央駅百貨店ビル
西神中央駅百貨店ビル（せいしんちゅうおうえき ひゃっかてんビル）は、兵庫県神戸市西区にある建物。

## 施設概要
神戸市のニュータウン地区、西区の西神中央駅前に立地している。建物は6階建て。建物は建設当初から神戸市交通局が保有しており、神戸市の公有財産に登録されている、。
1990年（平成2年）10月、百貨店の西神そごうとして開店。そごうグループ破綻後、直営化され、そごう西神店に改称した（経営上は神戸店の分店扱いであり、正式名称は「そごう神戸店西神館」であった）。
2016年以降、西武高槻店、そごう神戸店と共にエイチ・ツー・オー リテイリングへの譲渡、阪急百貨店への転換が計画された。しかし、そごう西神店のみ譲渡対象から除外された。そして、2020年8月31日、入居していたそごう西神店が閉店。神戸店が阪急百貨店の神戸阪急へ転換したため、そごうが展開した関西5店舗（心斎橋・神戸・西神・加古川・奈良）のうち、西神店は最後まで存続した店舗となった。
その後、総合商社の双日が優先交渉権を獲得、2022年4月の全館オープンを目指していると発表した。
2020年12月4日からは神戸市交通局から施設指定管理者の神戸交通振興（当時）が運営の委託を受けて「西神中央駅ショッピングセンター」として、エキソアレ西神中央の全面開業までの間、1階食品売り場と5階飲食フロアの一部で営業を行っていた。
2021年10月、優先交渉権を獲得した総合商社の双日、商業開発業のプライムプレイス（東京建物グループ）が新たに開業する商業施設の名称を「エキソアレ西神中央」とすることを発表、各階の主要テナントがお披露目された。
2022年4月1日、運営管理から神戸交通振興が撤退、プライムプレイスが運営を行う「エキソアレ西神中央」として全面開業した。
開業時の店舗数は60店舗で、1階の食料品フロアにはそごう時代に入居していた食品スーパー「パントリー」ほか、和菓子専門店などが入居している。上層階はレストラン街、学習塾、ニトリ、若者向け衣料品店などといったテナント構成となっている。
- そごう西神店（2011年）